# Преступления прошлого (телесериал)
«Преступления прошлого» (англ. Case Histories) — британский драматический телесериал по мотивам детективных романов английской писательницы Кейт Аткинсон. В роли главного героя сериала снялся британский актёр Джейсон Айзекс.
Действия картины разворачиваются в Эдинбурге, где и был снят сам сериал. Премьера первого сезона прошла в июне 2011 года на британском телеканале BBC1 и в октябре того же года на американском телеканале PBS. Второй сезон начался в 2013.

## В ролях
- Джейсон Айзекс — Джексон Броуди
- Аманда Аббингтон — Луиза Манроу
- Кирсти Митчелл — Джози Броуди (Серия 1)
- Зави Эштон — Дэбора Арнольд
- Милли Иннес — Марлия Броуди
- Наташа Литтл — Джулия Лэнд
- Доун Стил — Шарлот МакГрилл (Серия 2)

## Список эпизодов

### Сезон 1 (2011)
В сериале каждый эпизод первого сезона состоял из 2-х частей. Первая часть эпизода выходила в воскресенье, а вторая — в понедельник на канале BBC One в 21.00. Однако на телеканале PBS сериал был представлен тремя 2-х часовыми эпизодами.
| № | # | Название эпизода                          | Режиссёр      | Сценарист                     | Дата выхода  | Зрители в Великобритании (млн.чел) |
| --- | - | ----------------------------------------- | ------------- | ----------------------------- | ------------ | ---------------------------------- |
| 1 | 1 | «Case Histories» - Часть 1                | Марк Йобст    | Ashley Pharoah                | 5 июня 2011  | 6.42                               |
| Бывший полицейский, а ныне частный детектив Джексон Броуди берется за дело маленькой девочки, которая пропала 30 лет назад. |   |                                           |               |                               |              |                                    |
| 2 | 2 | «Case Histories» - Часть 2                | Марк Йобст    | Ashley Pharoah                | 6 июня 2011  | 5.56                               |
| Джексон решает помочь таинственной незнакомке найти свою племянницу.                                                        |   |                                           |               |                               |              |                                    |
| 3 | 3 | «One Good Turn» - Часть 1                 | Билл Андерсон | Кейт Аткинсон, Matthew Graham | 12 июня 2011 | 4.91                               |
| 4 | 4 | "One Good Turn" - Часть 2                 | Билл Андерсон | Кейт Аткинсон, Matthew Graham | 13 июня 2011 | 4.88                               |
| Джексон раскрывает тёмные секреты богача и расследует гибель русских девушек.                                               |   |                                           |               |                               |              |                                    |
| 5 | 5 | "When Will There Be Good News?" - Часть 1 | Дэн Зефф      | Peter Harness                 | 19 июня 2011 | 5.03                               |
| 6 | 6 | "When Will There Be Good News?" - Часть 2 | Дэн Зефф      | Peter Harness                 | 20 июня 2011 | 5.00                               |
| Джексон пытается найти Джоанну Хантер прежде, чем случится что-то плохое.                                                   |   |                                           |               |                               |              |                                    |

### Сезон 2 (2013)
В октябре 2011 года два 2-х часовых эпизода были подтверждены создателями сериала. В сентябре 2012 года BBC сообщила, что три 90-минутных эпизода запланированы на второй сезон. Первая серия снята по роману Кейт Аткинсон «Чуть свет, с собакою вдвоём». Для второго и третьего эпизодов написаны оригинальные сценарии. Съёмки второго сезона так же прошли в Эдинбурге, в середине октября 2012. Шоу вернулось на телевидение 19 мая 2013 года.
| №                                                              | # | Название эпизода             | Режиссёр       | Сценарист     | Дата выхода | Зрители в Великобритании (млн. чел.) |
| -------------------------------------------------------------- | - | ---------------------------- | -------------- | ------------- | ----------- | ------------------------------------ |
| 7                                                              | 1 | «Started Early, Took My Dog» | Кеннет Гленаан | Питер Харнесс | 19 мая 2013 | 5.47                                 |
| 8                                                              | 2 | «Nobody's Darling»           | Дэвид Ричардс  | Emily Ballou  | 26 мая 2013 | 4.15                                 |
| 9                                                              | 3 | «Jackson and the Women»      | Keith Boak     | Дэбби О’Мэлли | 2 июня 2013 | 4.32                                 |
| Jackson помогает молодому человеку узнать как умерла его мать. |   |                              |                |               |             |                                      |

## Награды
Первый сезон получил премии:
- BAFTA Scotland — «Лучшая телевизионная драма» (продюсер Хелен Грегори, режиссёр Дэн Зефф)
- Спутник — «Лучшая мужская роль в мини-сериале или телефильме» (Джейсон Айзекс)

Второй сезон также номинировался на BAFTA Scotland.